# محمد بن بشائر القوصي
تاريخ الميلاد

تاريخ الوفاه 
محمد بن بشائر القوصي، ثم الإخميمي، اشتغل بالحديث وصنف فيه، وبنى مكاناً للحديث ووقف عليه وقفاً.

## حياته
كان فاضلاً أديباً شاعراً، وباشر شاهداً عند بعض الأمراء، ولما تغلب الشريف ابن ثعلب على الصعيد الأعلى، ولاه الوزارة عنه، فلما طلع الفارس أقطاي وهرب الشريف، مسك ابن بشائر ورسم بشنقه، فدخلت أمه على الوزير، فقال : نحن نطلب أموالاً ومتى شُنق ضاعت، وأخر وتناساه فسلم.

## شعره
و من شعره يذكر الأدفوي :
أنشدني الأديب العدل أبو عبد الله محمد بن عمر المعروف بابن الأحدب، أنشدني الكمال بن بشائر لنفسه :
- حدث فقد طاب ما تملي من السير.:. عنهم وقد صح ما تروي من الخبر
- و انظم يلح كل عقد مثمن بهجٍ.:. وانثر يفح كل زهر طيب عطر
- عن جيرة نزلوا بطحاء كاظمة.:. حساً، ومعنىً سواد القلب والنظر
- بوأتهم مهجتي داراً لحبهمو.:. فغير ذكرهمو في النفس لم يدُر))

## وفاته
توفي سنة 692هـ.